# Ryan Roth
Ryan Roth (Kitchener, Ontario, 10 de janeiro de 1983) é um ciclista canadiano que atualmente compete pela equipa X-Speed United.
Começou competindo em 1997 em ciclismo de montanha e depois ciclocross para finalmente passar ao ciclismo de estrada onde tem ganhado várias medalhas do Campeonato Nacional do Canadá nas categorias Sub-23.
Estreiou como profissional em 2002 na equipa Sympatico-Jet Fuel Coffee onde esteve 3 temporadas. Em 2007 passou à equipa Kelly Benefit Strategies-Medifast dos Estados Unidos e ao ano seguinte voltou ao competir por uma equipa do seu país, a Team R.A.C.E. Pro, que posteriormente passou a se chamar SpiderTech powered by C10. A equipa desapareceu no final de 2012 e Roth alinhou pelo Champion System.

## Palmarés
2008
- 2.º no Campeonato do Canadá de Contrarrelógio
- 1 etapa do Rochester Omnium

2010
- 1 etapa da Volta a Cuba
- 3.º no Campeonato do Canadá de Contrarrelógio

2011
- Univest Grand Prix

2012
- Tro Bro Leon
- Campeonato do Canadá em Estrada

2014
- 3.º no Campeonato do Canadá de Contrarrelógio
- 2.º no Campeonato do Canadá em Estrada

2015
- 2.º no Campeonato do Canadá de Contrarrelógio
- 3.º no Campeonato do Canadá em Estrada

2016
- Winston Salem Cycling Classic
- Grand Prix Cycliste de Saguenay
- Campeonato do Canadá Contrarrelógio
- Delta Road Race

2019
- 1 etapa do Tour de Iskandar Johor

## Equipas
- Sympatico-Jet Fuel Coffee (2002-2004)
- Team SpiderTech (2008-2012)
  - Team R.A.C.E. Pró (2008)
  - Planet Energy (2009)
  - SpiderTech presented by Planet Energy (2010)
  - SpiderTech powered by C10 (2011-2012)
- Champion System (2013)
- Silber Pro Cycling (2014-2018)
- X-Speed United (2019)